# Joe Letteri
 (octobre 2022).
Joe Letteri, né en 1957, est un spécialiste des effets spéciaux pour le cinéma américain.
Il a remporté 4 Oscars du cinéma et 4 BAFTAs. En 2010, il devient le directeur du studio Weta Digital, qu'il a rejoint en 2007.

## Filmographie
- 1989 : Abyss (computer graphics technical director: ILM) (special edition)
- 1991 : Star Trek 6 : Terre inconnue (CG animator)
- 1993 : Meteor Man (The Meteor Man) (CG animator)
- 1993 : Jurassic Park (computer graphics artist)
- 1994 : La Famille Pierrafeu (computer graphics artist)
- 1995 : Casper (CG supervisor)
- 1996 : Daylight (co-visual effects supervisor)
- 1996 : Mission impossible (associate visual effects supervisor)
- 1997 : Star Wars, épisode IV : Un nouvel espoir (Star Wars Episode IV: A New Hope) (visual effects supervisor: ILM) (1997 special edition) (as Joseph Letteri)
- 1998 : Jack Frost (visual effects supervisor)
- 1999 : Magnolia (visual effects supervisor)
- 2002 : Le Seigneur des anneaux : Les Deux Tours (visual effects supervisor: Weta Digital)
- 2003 : Le Seigneur des anneaux : Le Retour du roi (visual effects supervisor: Weta Digital)
- 2004 : I, Robot (visual effects supervisor: Weta Digital)
- 2004 : Van Helsing (visual effects supervisor: Weta Digital)
- 2005 : King Kong (senior visual effects supervisor)
- 2006 : X-Men : L'Affrontement final (senior visual effects supervisor: Weta Digital)
- 2007 : Le Dragon des mers : La Dernière Légende (visual effects supervisor)
- 2009 : Lovely Bones (senior visual effects supervisor)
- 2009 : Avatar (senior visual effects supervisor) (visual effects supervisor: Weta Digital)
- 2011 : Les Aventures de Tintin : Le Secret de La Licorne (post-production) (visual effects supervisor: Weta Digital)
- 2012 : Le Hobbit : Un voyage inattendu (visual effects supervisor)
- 2013 : Man of Steel (visual effects supervisor: Weta Digital - uncredited)
- 2013 : Le Hobbit: La désolation de Smaug (visual effects supervisor)
- 2014 : La planète des singes: L'affrontement (visual effects supervisor)
- 2014 : Le Hobbit: La bataille des cinq armées (visual effects supervisor)
- 2015 : Krampus (senior visual effects supervisor)
- 2016 : Batman v Superman: L'aube de la justice (senior visual effects supervisor - weta digital)
- 2016 : Le Livre de la jungle (Senior Visual Effects Supervisor: Weta Digital)
- 2016 : Le bon gros géant (visual effects supervisor)
- 2016 : Peter et Elliott le dragon (senior visual effects supervisor)
- 2017 : La planète des singes: Suprématie (Senior Visual Effects Supervisor)
- 2017 : Valérian et la Cité des Mille Planètes (senior visual effects supervisor: weta digital)
- 2022 : Avatar, la voie de l'eau (Senior Visual Effects Supervisor)

## Distinctions

### Récompenses
- Oscars 2003  : Oscar des meilleurs effets visuels pour Le Seigneur des anneaux : Les Deux Tours
- BAFTA 2003  : BAFTA des meilleurs effets visuels  pour Le Seigneur des anneaux : Les Deux Tours
- Oscars 2004 : Oscar des meilleurs effets visuels pour Le Seigneur des anneaux : Le Retour du roi
- BAFTA 2004  : BAFTA des meilleurs effets visuels pour Le Seigneur des anneaux : Le Retour du roi
- Oscars 2006 : Oscar des meilleurs effets visuels pour King Kong
- BAFTA 2006 : BAFTA des meilleurs effets visuels  pour King Kong
- Oscars 2010 : Oscar des meilleurs effets visuels pour Avatar
- BAFTA 2010 : BAFTA des meilleurs effets visuels  pour Avatar

### Nominations
- Oscars 2005 : Oscar des meilleurs effets visuels pour I, Robot
- BAFTA 2012 : BAFTA des meilleurs effets visuels pour Les Aventures de Tintin : Le Secret de La Licorne et La Planète des singes : Les Origines
- Oscars 2012 : Oscar des meilleurs effets visuels pour La Planète des singes : Les Origines
- BAFTA 2013 : BAFTA des meilleurs effets visuels pour Le Hobbit : Un voyage inattendu
- Oscars 2013 : Oscar des meilleurs effets visuels pour Le Hobbit : Un voyage inattendu
- BAFTA 2014 : BAFTA des meilleurs effets visuels pour Le Hobbit : La Désolation de Smaug
- Oscars 2014 : Oscar des meilleurs effets visuels pour Le Hobbit : La Désolation de Smaug
- BAFTA 2015 : BAFTA des meilleurs effets visuels pour La Planète des singes : L'Affrontement
- Oscars 2015 : Oscar des meilleurs effets visuels pour La Planète des singes : L'Affrontement
- BAFTA 2015 : BAFTA des meilleurs effets visuels pour Le Hobbit : La Bataille des Cinq Armées